# Puce d'hybridation génomique comparative
La puce d'hybridation génomique comparative, encore appelée Array comparative genomic hybridization (CGH array, array CGH, a-CGH ou aCGH) ou Chromosomal Microarray Analysis (CMA), est une technique de cytogénétique sur puces permettant d'analyser les variations du nombre de copies dans l'ADN (Copy Number Variation). Cette technique permet une analyse à plus haut débit et à plus grande résolution que la technique d'hybridation génomique comparative.

## Spécificités de la puce

Principe de la puce d'hybridation génomique comparative

Dans la puce d'hybridation génomique comparative, les chromosomes en métaphase sont remplacés par des oligonucléotides fixés sur une puce. Ces oligonucléotides sont produits par clonage sur bactéries, par transcription inverse d'ARNm (ADNc) ou par synthèse in situ. Il est ainsi possible de déposer plusieurs milliers de sondes sur une puce, chaque sonde dérivant d'un gène connu du génome.
Les puces permettent la détection des microdélétions ou des amplifications pour des segments d'ADN à partir de 5 à 10 kb (milliers de paires de bases).